# Бриона
Брио̀на (на италиански: Briona; на пиемонтски: Brion-a, Брион-а, на местен диалект: Briuna, Бриюна) е село и община в Северна Италия, провинция Новара, регион Пиемонт. Разположено е на 205 m надморска височина. Населението на общината е 1244 души (към 2010 г.).